# Milton H. Welling
Milton Holmes Welling, född 25 januari 1876 i Farmington i Utahterritoriet, död 28 maj 1947 i Salt Lake City i Utah, var en amerikansk demokratisk politiker. Han var ledamot av USA:s representanthus 1917–1921.
Welling studerade vid Latter-day Saints' University och University of Utah samt var ledamot av Utahs representanthus 1911–1915. År 1917 efterträdde han Joseph Howell som kongressledamot och efterträddes 1921 av Don B. Colton.